# Скарабиаз
Скарабиаз (Scarabiasis) — энтомоз, характеризующийся поражением кишечника.
Вызывают скарабиаз пластинчатоусые жуки подсемейства Scarabaeinae. Болезнь встречается в Южной Индии и Шри-Ланке. Среди местного населения иногда возникает периодическое заболевание кишечника, сопровождающееся кровавым поносом, получившее название скарабиаз. Оно вызывается некоторыми мелкими видами рода Onthophagus, встречающимися на Шри-Ланке, например Onthophagus bifasciatus. Эти жуки во время сна проникают в кишечник человека через задний проход, преимущественно детей, живущих в антисанитарных условиях и пренебрегающих личной гигиеной, и вызывают повреждение слизистой оболочки кишечника. Личинки этих тропических навозников могут развиваться в кишечном тракте человека. При заболевании наблюдаются потеря аппетита, истощение, кишечные колики, слабость, длительная лихорадка и диарея. Имаго жуков выходят через задний проход и причиняют при этом беспокойство.
Лечение: назначают солевые слабительные, метронидазол.